# Верхоляне-1
Верхоляне-1 — деревня в Гдовском районе Псковской области России. Входит в состав городского поселения «Гдов» Гдовского района.
Расположена на берегу реки Черма, в 3 км к северо-востоку от Гдова на автодороге Гдов — Сланцы (Р60). К северу находится деревня Верхоляне-2.

## Население
Численность населения деревни по оценке на 2000 год составляет 102 жителя.

## История
До 2005 года деревня входила в состав ныне упразднённой Гдовской волости.